# Лузитания
 Тази статия е за римската провинция.  За кораба вижте Лузитания (кораб).  
Лузитания (на латински: Lusitania) е провинция на Римската империя с център в град Емерита Аугуста (дн. Мерида). Провинцията заема и администрира територията на съвременна Португалия южно от река Дуро, и част от съвременна Испания (днешните области Естремадура и Саламанка). Наречена е на името на племето от индоевропейски произход, населявало тези земи – лузитани. с тях и вожда им Вириат римляните воюват преди да завладеят побластта. Отначало Лузитания е част от римската републиканска провинция Далечна Испания преди да бъде отделена като самостоятелна провинция в рамките на Римската империя.
Лузитания е управлявана от легати като Юлий Сатурнин, Марк Салвий Отон, Секст Тигидий Перен и Ветий Агорий Претекстат. Важни селищни и пазарни центрове в провинцията са:
- Хронология на завоюването на Испания
- Траяновият мост при Алкантара
- Римско укрепление в Лузитания
- Мозайка от Конимбрига